# Egobail
W mitologii goidelskiej Egobail był przyrodnim
synem Manannan mac Lira i ojcem Aine.